# Entropa

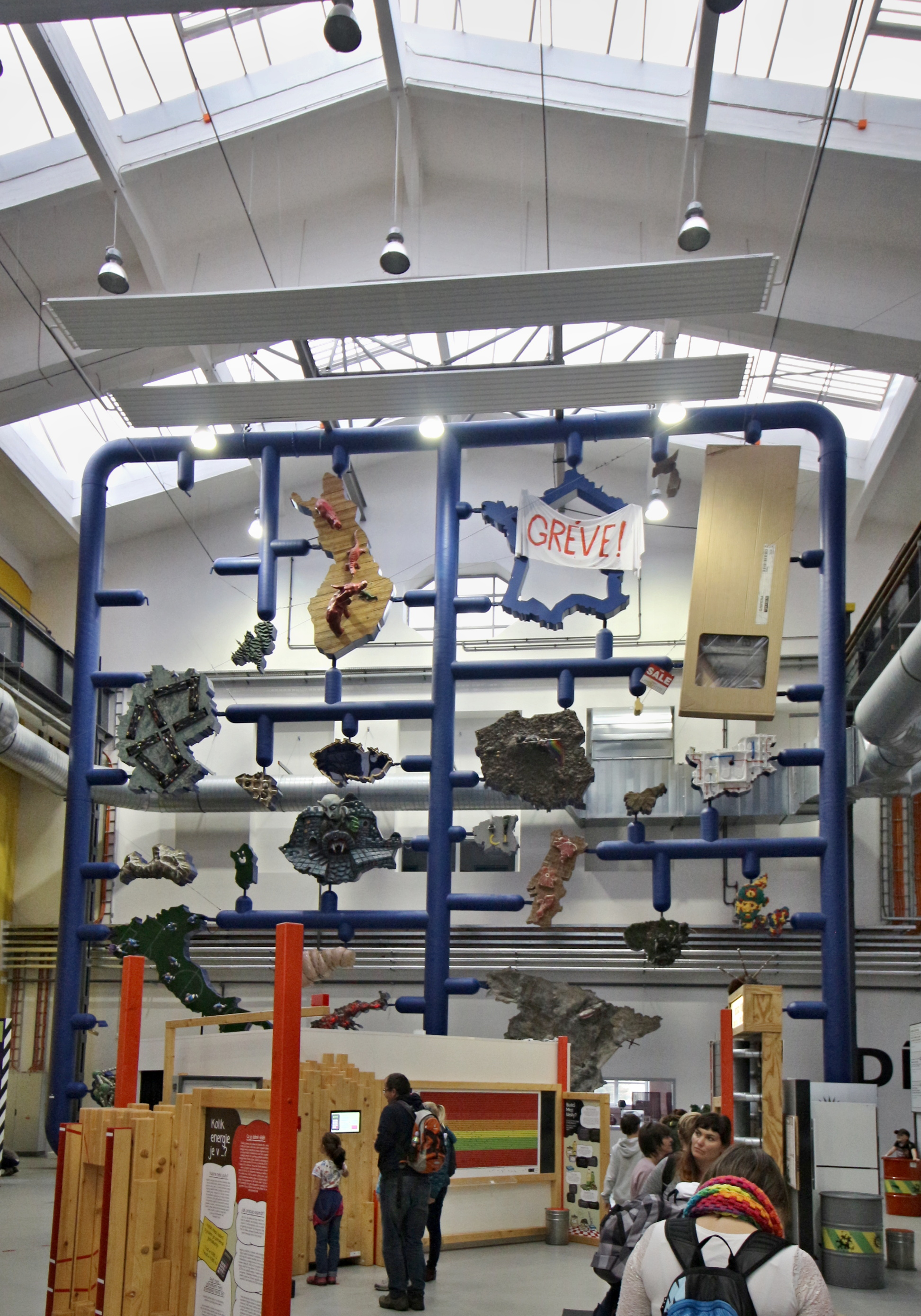
Entropa (2018).

Entropa è una scultura satirica creata dal controverso artista ceco David Černý e commissionata dal governo della Repubblica Ceca per inaugurare la propria presidenza al Consiglio dell'Unione Europea.
Il Consiglio dell'UE ha infatti un sistema presidenziale a rotazione, dove i governi dei paesi membri alternano la presidenza ogni 6 mesi, ed è costume per il paese che detiene la presidenza esporre qualcosa di simbolico nel palazzo Justus Lipsius, e si tratta normalmente di installazioni non controverse. La Francia, che aveva la presidenza prima della Repubblica Ceca, aveva semplicemente sistemato un grande palloncino con i colori nazionali francesi.
L'opera venne presentata il 12 gennaio 2009 e venne esposta nel palazzo Justus Lipsius a Bruxelles. I componenti mobili e multimediali furono attivati nella giornata inaugurale, il 15 gennaio 2009. Si presumeva fosse stata creata da 27 artisti e gruppi artistici da tutti i paesi membri dell'UE. Tuttavia è stato presto scoperto che era stata creata unicamente da Černý e due o tre assistenti. L'opera, che propone degli stereotipi che toccano i 27 paesi membri dell'Unione Europea, ha suscitato delle reazioni di alcuni stati membri, segnatamente Bulgaria e Slovacchia, che si sono sentite offese per il modo in cui sono state rappresentate. L'opera è stata rimossa anticipatamente, il 14 maggio 2009, per scelta dell'artista, e re-installata nel Centro di arte contemporanea DOX di Praga.